# 普魯士驅逐波蘭人

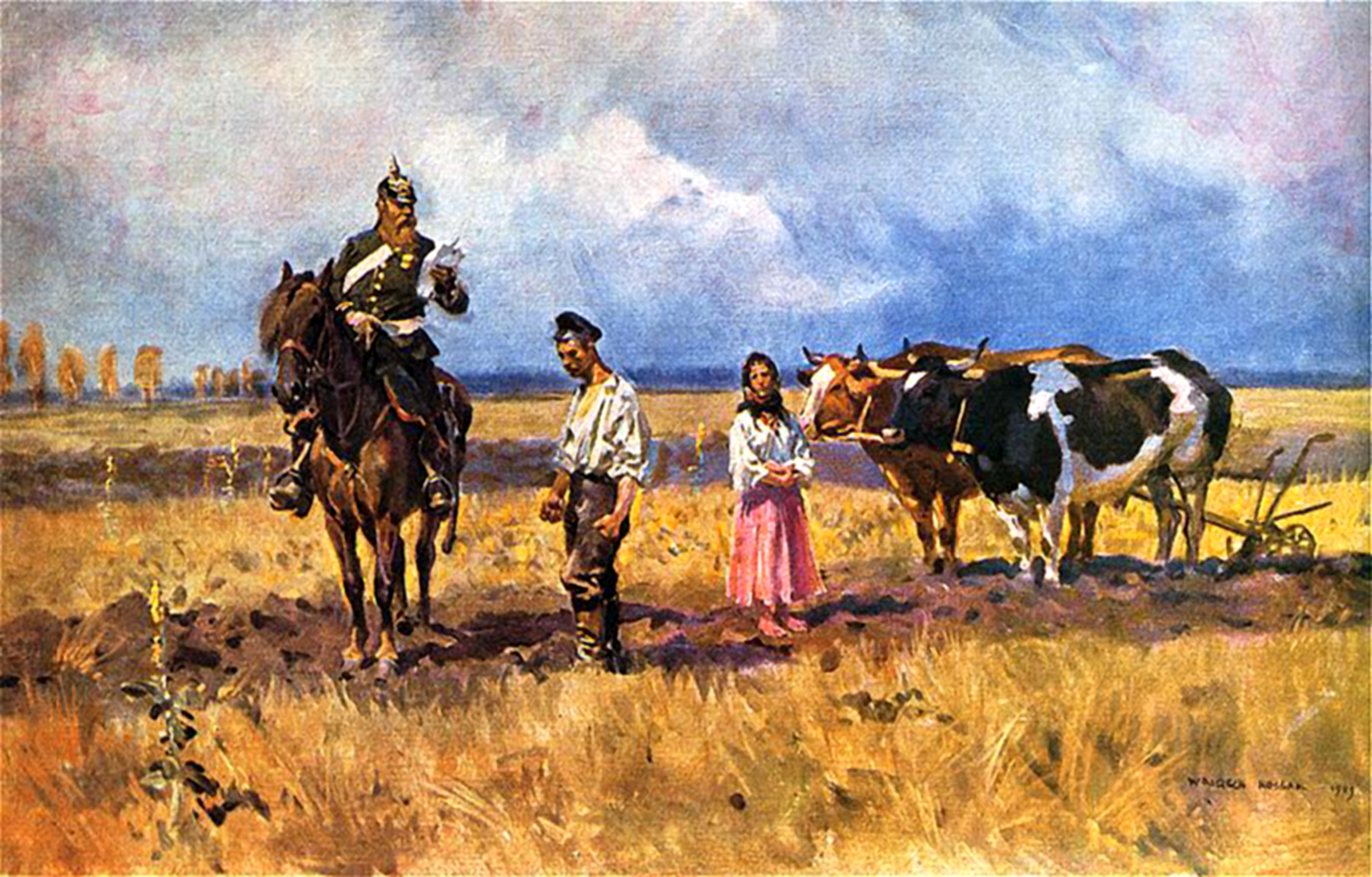
沃伊切赫·科薩克1909年所作绘画

普魯士驅逐波蘭人（波蘭語：Rugi pruskie）是指在1885至1890年間超過3萬名持俄國與奧地利護照的波蘭人與猶太人遭到普鲁士大規模驅逐的事件。

## 背景

### 普魯士瓜分波蘭

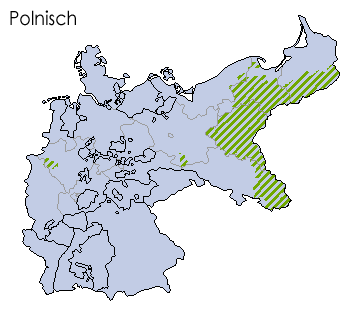
德意志帝國境內的波蘭語人口

由於第三次瓜分波蘭，大約三百萬波蘭人成為普魯士的臣民，後來間接成為德意志帝國的臣民。擁有廣泛的遷徙自由的波蘭人還有來自俄羅斯帝國和奧匈帝國的移民（當時通常被稱為“叛逃者”），他們經常在普魯士生活了幾十年，與德國人結婚，甚至在普魯士軍隊服役，為普魯士一方服役並參加戰爭。移民的原因有經濟原因，也有政治原因，其中往往包括避免在俄羅斯帝國陸軍中長期艱苦服役的願望。原則上，具有德國國籍的波蘭人享有與德國公民同等的權利。然而，早期已經採取了旨在日耳曼化的行政措施，例如嚴格限制波蘭語作為東部省份的教學語言。

### 反猶太主義
1880/81年間，所謂的反猶太請願書被大量散發以收集簽名。這四點中有兩點涉及猶太人的移民。一方面，應推出按面額區分的官方統計數據。另一方面，應該阻止猶太人的移民。反猶太主義者通過從俄羅斯帝國和奧匈帝國大規模移民猶太人來證明最後一點是合理的。事實並非如此。正如統計學家所羅門·諾伊曼（德語：Salomon Neumann）1880年在其著作《猶太人大規模移民的寓言》中所做的那樣表明猶太人從德國淨移出，移民數量微乎其微。在隨後的人口普查中，普魯士政府實際上引入了按教派分類的要求，並極大地強調了猶太人的移民。他們沒有列出移民在總人口中所佔的一小部分，而是與猶太人口相關聯。所羅門·諾伊曼在他的《1816年至1880年普魯士猶太人統計》一書中批評了這一點，並證實了他從1880年開始的結果，即仍然有猶太人從德國淨移民。

### 1884年德國國會選舉
即使是1884年的德國國會選舉，奧托·馮·俾斯麥也未能為其政府政策贏得穩定的多數席位。支持他的保守黨、自由保守黨和國家自由黨雖然能夠獲得席位，但仍處於少數派，首輪投票僅獲得39.7%的選票，獲得39.5%的議席。他不能指望得到德國自由黨及其盟友德國人民黨的任何左翼支持，該黨在第一輪投票中獲得了19.3%的選票，獲得了18.7%的授權，與社會民主黨一樣少。（9.7%的選票和6.0%的授權）或少數民族代表（丹麥人、阿爾薩斯-洛林人和波蘭人，擁有6.8%的選票和8.0%的授權，其中大約一半為波蘭人）。奧托·馮·俾斯麥感興趣的是天主教中央黨相對於他的政府的立場，該黨與德國漢諾威同盟一起在第一輪投票中贏得了24.3%的選票和27.0%的授權。然而，由於宗教原因，中央黨與波蘭人和阿爾薩斯-洛林地區的關係非常密切。

### 文化鬥爭
中央黨對負責文化鬥爭反天主教立法的奧托·馮·俾斯麥持懷疑態度。然而對於財政大臣來說，和解不僅有利於獲得多數席位。在這種情況下，他也將有機會挑撥中央黨和國家自由黨相互對立，就像他在1870年代所做的那樣。為此，沿著民族界限將天主教陣營與中間派、德國漢諾威派和波蘭派分開，從而通過“帝國朋友”和“帝國敵人”之間的兩極分化是有意義的。“讓中央黨更接近政府。從這個意義上說，奧托·馮·俾斯麥於1884年12月3日在帝國議會就文化鬥爭發表聲明：“我只是被波蘭方面捲入了整個鬥爭。”並於1886年4月12日批評了普魯士國家議會的中間派：“我認為教皇比中間派對德國更友好”。在此期間，財政大臣積極尋求與教皇和解，例如1886年10月，他呼籲教皇調解與西班牙之間的加羅林群島爭端。

## 實施
普魯士東部省份的農業在很大程度上以大面積莊園為基礎，由德國士紳經營，他們僱傭了數千名來自被瓜分的波蘭的俄羅斯和奧地利部分的移民波蘭人。此外上西里西亞不斷發展的工業區吸引了來自經濟落後地區的工人。與此同時，部分德國和波蘭當地人口為了尋找工作而遷移到德國工業化程度更高的西部地區。儘管波蘭移民中沒有發現任何反德政治活動，但由此導致的波蘭人口的增加引起了德國民族主義團體的警惕，其中就包括德國總理奧托·馮·俾斯麥。
1885年3月26日，普魯士內政部命令其省級當局將所有擁有俄羅斯公民身份的波蘭人和猶太人驅逐出境。1885年7月，驅逐令擴大到也包括奧地利所屬的波蘭居民。此外當局有義務注意，未來不會有“不受歡迎的外國人”在這些領土上定居。
該命令適用於所有非普魯士公民，無論其長期居住或以前在普魯士軍隊服役，也無論其健康狀況、年齡或性別。被驅逐者“在憲兵槍託的打擊下被大規模驅趕到東部邊境”。由於驅逐是在冬季進行的，因此發生了致命事件。最初幾個月，普魯士東部省份約有26,000人被驅逐，其中主要是在那裡就業的工人和工匠。隨後幾年，驅逐行動仍在繼續。直到1890年，被驅逐者的人數超過30,000人，並且普魯士邊境對所有波蘭裔移民關閉。

## 公眾觀點

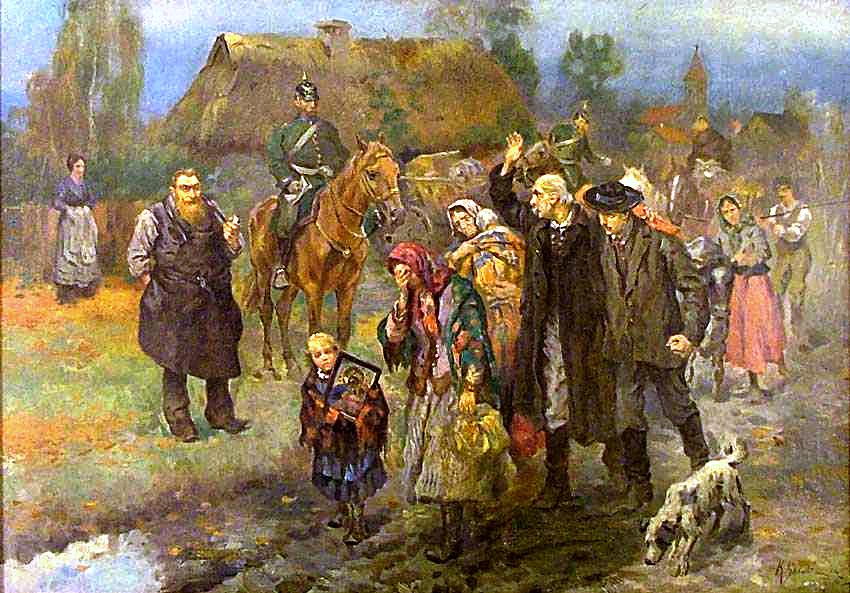
康斯坦蒂·戈爾斯基1915年所作绘画

當時遭到驅逐的民眾，原是從俄羅斯帝國（俄羅斯波蘭領地）與奧地利帝國（奧地利波蘭領地）遷入的經濟移民。1871年德意志第二帝國於普魯士成立時，這些人並沒有獲得德意志第二帝國國籍。這場驅逐在當時是以不人道且具有歧視意味的方式執行。在波蘭傳統的認知裡，這些行動成了德意志第二帝國及其宰相俾斯麥之反波蘭政策的象徵之一。這一連串的遷移行動，為波蘭、德國及歐洲的社會大眾留下了深刻的印象。甚至有部分聲稱反波蘭的人士也表示憤慨，如阿爾弗雷德·馮·瓦德西，瓦德西原則上同意驅逐的必要，卻也認為當時在部分個案處理上，「是令人難以置信的嚴苛（德語：unglaubliche Härte）」。當時駐俄羅斯帝國的德意志帝國大使舒文尼次（Schweinitz，1876-1892）曾有過這麼一段反思：「有朝一日，偉大的宰相會退位，到那時，會有許多人感到羞恥，會互相指責彼此的卑劣，指責彼此懷著此等卑劣之心，臣服在他的強大意志之下。讓我最有感觸的，是那道不聰明且不必要的殘忍的驅逐命令。」

## 对德俄关系的影响
1880年代，由於俄羅斯政治中民族主義思潮的增長，德國和俄羅斯之間原本良好的關係變得惡化。俄羅斯帝國的德意志少數民族，包括波羅的海和俄羅斯出生的德國人以及新近的德國移民，都面臨著支持泛斯拉夫主義思想的政府和公眾的負面情緒。考慮到這一點，德國駐俄羅斯大使施韋尼茨建議俾斯麥不要進一步驅逐，因為他預計這只會激怒泛斯拉夫主義的支持者，並引發對俄羅斯所有德國定居者的鎮壓。
這些驅逐行動遭到了俄羅斯政府內部的反對。俄罗斯内政部长德米特里·托爾斯泰是一位保守派人士，他試圖為俄羅斯的這些事件爭取合理的接待，他承認奧托·馮·俾斯麥的反波蘭情緒，並非正式地向施韋尼茨大使提出了他的建議，即俾斯麥犯了一個嚴重的錯誤。極端措施是不必要的。俄羅斯外交部長尼古拉·吉爾斯也表示，俾斯麥通過自己的行為加劇了俄羅斯境內對德國殖民者本已存在的敵對情緒，樹立了一個值得效仿的壞榜樣，並散佈了新民族的種子。未來的對抗。俾斯麥本人向施韋尼茨大使表達了他的失望，並表示“由於我們的驅逐，俄羅斯人表現出的滿意度低於我的預期”。不久之後，俄羅斯政府對德國人在俄羅斯收購和租賃土地實行法律限制，從而限制了德國在波蘭俄控地區的殖民運動。
與俾斯麥的初衷相反，驅逐行動導致德俄關係惡化，長期合作受到侵蝕，導致俄羅斯對外政策發生轉變，最終導致法俄聯盟很快轉變為三國協約。它們最終在1914年至1918年的第一次世界大戰期間與德意志帝國作戰。

## 1890年的緩和
德國地主和工業對廉價勞動力的需求最終佔了上風，因此普魯士政府的政策不得不軟化。1890年頒布了一項新命令，允許波蘭裔外國人就業，但每年12月20日至2月1日期間除外。該措施的目的是迫使工人定期返回國外，從而保留他們季節性工人的地位，並阻止他們繼續留在普魯士。這種每年冬季驅逐的製度適應了地主的需要，但對上西里西亞工業有害，過去在普魯士當局的沉默容忍或暫時中止的情況下，上西里西亞工業區經常違反這一命令。

## 回遷
政策緩和後，一個名為“農場工人總部”的半政府機構開始僱用來自德國以外的工人。季節性勞動合同損害了波蘭工人的利益，為許多腐敗行為提供了機會。移民工人的工資很低，生活受到剝削，而且實際上完全沒有受到保護。儘管如此，波蘭裔的勞工始終大量湧入，在第一次世界大戰前夕，移民工人的數量超過了50萬人，其中80%來自陷入困境的俄羅斯控制的波蘭地區。大約20萬波蘭人在普魯士東部省份工作，生活水平低下，剝削嚴重。男性工人每年最多可以節省100-150馬克，而女性工人每年最多可以節省50-100馬克。